# Eusapia
Eusapia is een kevergeslacht uit de familie van de boktorren (Cerambycidae). De wetenschappelijke naam van het geslacht werd voor het eerst geldig gepubliceerd in 1909 door Gounelle.

## Soorten
Eusapia omvat de volgende soorten:
- Eusapia amazonica (White, 1855)
- Eusapia guyanensis Hüdepohl, 1988
- Eusapia matogrossensis Hüdepohl, 1988